# Dicroidium
Dicroidium és un gènere extint de la divisió Pteridospermatophyta (falgueres amb llavors) que eren abundants a Gondwana durant el període Triàsic (fa 251-200 milions d'anys).

## Descripció
Les seves fulles eren essencialment com les de les falgueres modernes però bifurcades. Eren plantes dioiques.

## Taxonomia
- Dicroidium crassinervis
- Dicroidium coriaceum
- Dicroidium dubium
- Dicroidium elongatum, Austràlia.
- Dicroidium odontopteroides, Brasil al geoparc Paleorrota.[2]
- Dicroidium spinifolium
- Dicroidium stelznerianum, Argentina, Nova Zelanda.[3]
- Dicroidium zuberi, Antàrtida, Austràlia, Sud-àfrica i Brasil.[4]
- Dicroidium sp. A.